# Prêmio Konex

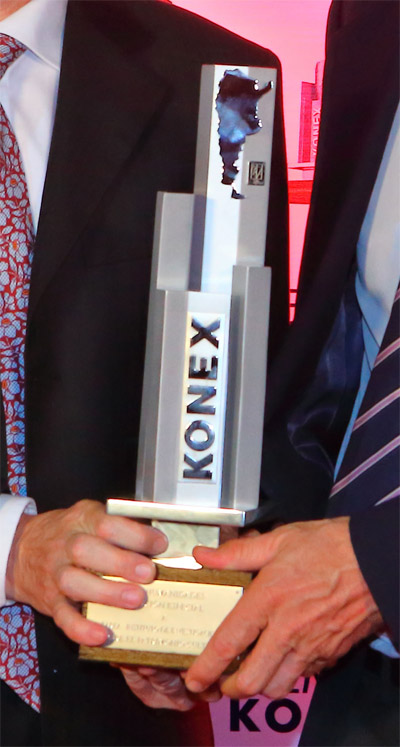
Imagem do troféu.

Os Prêmios Konex, organizados pela Fundação Konex da Argentina, foram instituídos em 1980 para que anualmente as personalidades/instituições argentinas mais distinguidas em todos os ramos de interesse nacional sirvam de exemplo para a juventude.